# Радванський Анатоль
Радванський Анатоль (нар. 1913, Броди — пом. 1991, Філадельфія), співак баритон і актор, з 1931 на сцені галицьких театрів: О. Карабіневича, О. Залеського, «Заграви» (1933—1935), трупи Й. Бенцаля (1936—1938), театрів Львова (з 1939); на еміграції у театрі-студії Й. Гірняка (1945), Ансамблі Українських Акторів В. Блавацького; з 1949 у США.
Брат Клавдії Кемпе-Гош.

## Найкращі ролі
- Ґамід («Лев з Абесінії» М. Аркаса — М. Чирського)
- граф Яґужинський («Орленя» І. Зубенка)
- Михайло («Довбуш» Л. Первомайського) та ін.